# Daniel Ebenyo
Daniel Simiu Ebenyo (Baragoi, 18 settembre 1995) è un mezzofondista keniota.

## Palmarès
| Anno | Manifestazione           | Sede         | Evento                   | Risultato | Prestazione | Note                                     |
| ---- | ------------------------ | ------------ | ------------------------ | --------- | ----------- | ---------------------------------------- |
| 2021 | Giochi Olimpici          | Tokyo        | 5000 m piani             | Batteria  | 13'41"64    |                                          |
| 2022 | Mondiali indoor          | Belgrado     | 3000 m piani             | 4º        | 7'42"97     |                                          |
| 2022 | Africani                 | Saint-Pierre | 5000 m piani             | Argento   | 13'38"79    |                                          |
| 2022 | Mondiali                 | Eugene       | 5000 m piani             | 10º       | 13'16"64    |                                          |
| 2022 | Giochi del Commonwealth  | Birmingham   | 10000 m                  | Argento   | 27'11"26    | Miglior prestazione personale            |
| 2023 | Mondiali di cross        | Bathurst     | Corsa seniores           | 6º        | 30'01"      |                                          |
| 2023 | Mondiali di cross        | Bathurst     | A squadre                | Oro       | 22 p.       |                                          |
| 2023 | Mondiali                 | Budapest     | 10000 m piani            | Argento   | 27'52"60    |                                          |
| 2023 | Mondiali corsa su strada | Riga         | Mezza maratona           | Argento   | 59'14"      | Miglior prestazione personale stagionale |
| 2023 | Mondiali corsa su strada | Riga         | Mezza maratona a squadre | Oro       |             |                                          |

## Campionati nazionali
2019
- Oro ai campionati kenioti, 5000 m piani - 13'15"92

2022
- Oro ai campionati kenioti, 5000 m piani - 13'23"17

2023
- Oro ai campionati kenioti, 5000 m piani - 13'34"25

2025
- 4º ai campionati kenioti, 10000 m piani - 28'30"89
- Oro ai campionati kenioti di corsa campestre - 30'48"

## Altre competizioni internazionali[1]
2020
- Oro alla San Silvestre Vallecana ( Madrid) - 27'41"

2021
- 11º al Prefontaine Classic ( Eugene), 2 miglia - 8'17"69

2022
- 5º al Memorial Van Damme ( Bruxelles), 5000 m piani - 12'54"90
- Bronzo al Prefontaine Classic ( Eugene), 5000 m piani - 13'10"61
- 14º all'Herculis ( Monaco), 3000 m piani - 7'44"81

2023
- Oro al Memorial Van Damme ( Bruxelles), 10000 m piani - 26'57"80
- Oro alla Mezza maratona di Delhi ( Nuova Delhi) - 59'27"
- Oro alla Mezza maratona di Istanbul ( Istanbul) - 59'52"
- Oro alla Tata Steel Kolkata 25K ( Calcutta), 25 km - 1h11'13"

2024
- 8º al Prefontaine Classic ( Eugene), 10000 m piani - 27'24"33
- 5º alla Maratona di Chicago ( Chicago) - 2h06'04"
- Oro al Campaccio ( San Giorgio su Legnano) - 29'16"
- Oro alla mezza maratona di Berlino ( Berlino) - 59'30"

2025
- 10º alla Maratona di Seul ( Seul) - 2h10'21"